# Martin J. Aitken
Martin Jim Aitken (* 11. März 1922 in Stamford (Lincolnshire); † 13. Juni 2017 in Augerolles) war ein britischer Physiker, bekannt für Arbeiten in der Archäometrie.

## Leben
Aitken war 1942 bis 1946 Radar-Offizier bei der Royal Air Force und studierte danach Physik an der Universität Oxford mit einem Master-Abschluss 1948 (wobei er sich zunächst am Clarendon Laboratory mit Kernphysik beschäftigte) und der Promotion (D. Phil.) 1954. Er wurde 1957 Deputy Director des Research Laboratory for Archaeology and History of Art in Oxford, das 1955 gegründet wurde und dessen erster Direktor Edward Thomas Hall (Teddy Hall) war. Aitken war ab 1985 Professor für Archäometrie in Oxford. 1991 zog er sich aus der aktiven Laborarbeit zurück, blieb aber weiter wissenschaftlich aktiv.
1958 war er Gründungsherausgeber der Zeitschrift Archaeometry.
In den 1950er Jahren war er ein Pionier in der Lokalisierung archäologischer Stätten mit Magnetometern.
Er gilt (Anfang der 1960er Jahre) als einer der Erfinder der Thermolumineszenzdatierung (TL), die vielfach in der Archäologie angewendet wird. Zunächst wurde die Methode auf die Datierung von Keramik angewandt – die bei erneuter Erhitzung freigesetzte Lichtmenge war ein Maß für den Brenn-Zeitpunkt. Aber auch andere archäologische Materialien, die gebrannt waren (wie Steine oder Flint), wurden so in den 1970er Jahren datiert, was neue Techniken erforderte. Ab Ende der 1970er Jahre erkannte man, dass auch Sedimente, die vom Sonnenlicht abgeschlossen lagerten, nach demselben Prinzip datiert werden konnten (Wintle, David Huntley von der Simon Frazer University, 1979, und zuvor schon in Russland). Diese Erkenntnis wurde zum Verfahren der OSL (Optically Stimulated Luminescence) Datierung durch Huntley und andere Mitte der 1980er Jahre weiterentwickelt. Die OSL Datierung wurde auch früh in Aitkens Labor in Oxford angewendet und weiter entwickelt. 
1983 wurde er Fellow der Royal Society. 1992 erhielt er den Gemant Award des American Institute of Physics, 1997 die Pomerance Science Medal des Archaeological Institute of America.

## Sonstiges
Es gibt einen nach Martin Aitken benannten Preis (Martin Aitken Prize for best oral presentation), der zuletzt auf der internationalen Lumineszenztagung 2017 in Kapstadt (Südafrika) für den besten Vortrag vergeben wurde.

## Schriften
- Physics and Archaeology. Interscience, New York 1961 (2. Auflage. Clarendon Press, Oxford 1974, ISBN 0-19-851922-2).
- Thermoluminescence dating. Academic Press, London u. a. 1985, ISBN 0-12-046380-6.
- Luminescence dating. A guide for non specialists. In: Archaeometry. Vol. 31, Nr. 2, 1989, ISSN 0365-6004, S. 147–159, doi:10.1111/j.1475-4754.1989.tb01010.x.
- Science-based dating in Archaeology. Longman, New York NY / London 1990, ISBN 0-582-49309-9.
- als Herausgeber mit R. E. Taylor: Chronometric dating in archaeology (= Advances in archaeological and museum Science. Vol. 2). Plenum Press, New York NY u. a. 1997, ISBN 0-306-45715-6.
- An introduction to optical dating. The dating of Quaternary sediments by the use of photon stimulated luminescence. Oxford University Press, Oxford u. a. 1998, ISBN 0-19-854092-2.